# Захоплення островів Гілберта
Захоплення островів Гілберта — події часів Другої світової війни, пов'язані зі встановленням японського контролю над островами Гілберта.
Оволодіння островами Гілберта, що лежали на південний схід від японських підмандатних територій, дозволяло розширити радіус розвідувальних операцій та, як наслідок, покращити захист баз у Мікронезії. Тому спрямовану на це «Операцію Гі» (Operation Gi) вирішили провести майже одразу після початку бойових дій. Для неї виділили есмінці «Асанагі» та «Юнагі», мінні загороджувачі «Окіносіма» та «Цугару», переобладнані мінні загороджувачі «Теньо-Мару» та «Токіва», переобладнаний канонерський човен «Нагата-Мару», транспорт «Кароліне-Мару» (Caroline Maru).
29 листопада кораблі вийшли з розташованого на сході Каролінських островів атола Трук (ще до війни тут була створена потужна база ВМФ, з якої до лютого 1944-го провадились операції в цілому ряді архіпелагів) та попрямували на Маршаллові острови до атола Джалуїт. Тут «Окіносіма» та «Теньо-Мару» прийняли на борт по роті морських піхотинців зі складу 51-го охоронного загону (всього 300 бійців), тоді як «Нагата-Мару» та «Кароліне-Мару» завантажили обладнання та будівельні матеріали для створення бази гідролітаків. Повітряне прикриття мала забезпечити авіагрупа морської авіації Тітосе, озброєна бомбардувальниками Mitsubishi G3M та винищувачами Mitsubishi A5M.
8 грудня, у день нападу на Перл-Гарбор (регіон лежить західніше від лінії зміни дат, тому за місцевим часом тут вже було саме 8 грудня), кораблі вирушили з Джалуїту до атола Бутарітарі, більше відомого у присвяченій тихоокеанським кампаніям літературі як Макін — за назвою острова Макін, що лежить поруч. 9 грудня під час переходу «Асанагі» та «Юнагі», котрі мали на борту три десятки морських піхотинців, відділились та попрямували до атола Тарава (за 160 кілометрів південніше від Бутарітарі), тоді як основний загін невдовзі після опівночі 10 грудня прибув до Макіну та почав висадку. Вже о 5 годині ночі атол, на якому не було жодного озброєного військовослужбовця союзників, опинився під контролем японців. Трьох новозеландських спостерігачів узяли в полон. Вранці 10 грудня в лагуні почали розвантаження судна з вантажами для бази гідроавіації, для якої обрали острів Бутарітарі в південній частині атола. База почала функціонувати вже за дві доби, при цьому наприкінці грудня для забезпечення безпеки польотів «Нагата-Мару» додатково провів операцію з переміщення залишків затонулого судна.
Того ж 10 грудня «Асанагі» та «Юнагі» висадили десант на атолі Тарава на острові Бетіо. Тут також перебували лише неозброєні спостерігачі, яким заборонили полишати острів. Розграбувавши місцевий продуктовий магазин та провівши церемонію підйому свого прапора, японці ввечері 10 грудня завантажились на кораблі та відбули на Макін. Також у грудні 1941-го вони побували на атолах Абаіанг та Маракей (кілька кілометрів на північ та пів сотні кілометрів на північний схід від Тарави відповідно).
24 грудня японці повернулись на Тараву та взяли європейців у полон. Всього під час цієї операції на островах Гілберта захопили 7 осіб, котрих відправили до Йокосуки.
До літа 1942-го японська присутність на островах Гілберта істотно зменшилась та обмежувалась гарнізоном менш ніж у сотню осіб на Макіні. У серпні 1942-го база на Макіні була розгромлена внаслідок рейду американців, після чого японці провели другу операцію на островах Гілберта.